# Chakaria
Chakaria est une upazila du Bangladesh ayant en 1991 une population de 409 346 habitants.